# Анамарі Веленшек
Анамарі Веленшек (словен. Anamari Velenšek; нар. 15 травня 1991, Целє, Словенія) — словенська дзюдоїстка, бронзова призерка Олімпійських ігор 2016 року, призерка чемпіонатів світу та Європи.

## Виступи на Олімпіадах
| Олімпіада   | Дисципліна | Місце |
| ----------- | ---------- | ----- |
| Лондон 2012 | До 78 кг   | 17    |
| Ріо 2016    | До 78кг    | 3     |